# 田丸浩史
田丸 浩史（たまる ひろし、1970年2月21日 - ）は、日本の漫画家、同人作家。大阪府枚方市出身、在住。大阪府立牧野高等学校、大阪商業大学卒業。代表作は『超兄貴』、『アルプス伝説』、『最近のヒロシ』、『レイモンド』、『ラブやん』など。

## 略歴
1990年、新人作家の作品を集めたアンソロジー『キャプテングランプリVol.1』（徳間書店）に掲載の『野球戦士カツヒコ』でデビュー。
1993年、『月刊少年キャプテン』（徳間書店）誌上にて『超兄貴』の連載を開始する。この作品は同名ゲームの漫画化だったが、ゲーム版の主人公が第1話で死ぬなどゲームの設定からは大きく逸脱していた。
1995年に引き続き『月刊少年キャプテン』誌上にて『アルプス伝説』の連載を開始するが、1997年に掲載誌が廃刊となったことに伴い、作品も未完のまま連載終了となる。
その後暫く商業誌での活動から離れ、趣味のテレビゲーム、早撃ち、同人などに没頭する。早撃ちはモデルガンを用いた拳銃早抜き撃ち（クイックドロウ）全国大会で優勝するが、参加不参加自由のエキシビションの結果も順位に反映されるという得点集計方法の突然の変更により降格し2位になる。その事と当時人間関係に軋轢が生じ始めていた事で競技に対する熱意や興味を失っていったと語っている。
1999年、『アルプス伝説』の完全版を『スペースアルプス伝説』として刊行する。同年、テレビアニメ『課長王子』の漫画版『課長王子外伝』を『AICコミックLOVE』（AIC）誌上で連載開始し、その後は他誌でも連載を持つようになり商業誌での活動を再開する。
同人活動については、かつてアシスタントが主宰していた同人サークル「胸キュン部隊」に寄稿していたが、その後は「甲冑娘」への寄稿に一本化している。2008年8月のコミックマーケット74（2日目）で、『ラブやん』のネタ等でのノウハウを活かし、「クリアちくわ」と名づけたオナホールを抽選で頒布したが、本体が既成品であったためコミックマーケットのルールである頒布・提供禁止物のうち「法人が発行、製作した物」に抵触し、運営サイドから注意を受けた。
前述の早抜き撃ちを含めトイガン、特にエアガン・ガスガンを趣味の一つとして愛好しており、各作品中や近況報告漫画『最近のヒロシ。』中での銃器類に関する知識・描写は正確である。また、自作のトイガン用ドレスアップパーツが一般製品化されている。
2008年秋にTシャツショップスエヒロガリにて、オリジナルTシャツのデザインを手がける。
うしじまいい肉 と親交がある（ワンダーフェスティバルでのコスプレ合わせを計画している）。

## 作風
ギャグを中心とした作品を得意とし、特にパロディを多用する傾向にある。ながいけんの影響を受けていることを公言しており、ありきたりな結末を嫌っているため、完結した作品はバッドエンド、そうでなくともハッピーエンドとは縁遠い結末で締めくくられる事が多い。連載デビュー作の『超兄貴』など、コミカライズ作品を何度か手がけているが、原作の内容から激しく逸脱した展開になる事が多い。
またメガネっ娘に対する造詣が深く、マッチョやオヤジと共に作品内に頻繁に登場させる。そのためメガネを主眼においたアダルトPCゲーム『おめがねティーチャー』（すたじおみりす）に、メガネのデザインとして参加している。
ヘヴィメタルバンド「マノウォー」の大ファンで、作品には度々マノウォーなどメタル系バンドのネタが出てくる。『超兄貴』2巻から単行本のおまけページに執筆時愛聴していたアルバムタイトルと簡単な解説・感想が書かれていたが、『ラブやん』『マリアナ伝説』以降は『最近のヒロシ。』のみである。

## 作品リスト

### 漫画作品
- 『野球戦士カツヒコ』 - デビュー作。アンソロジー『キャプテングランプリVol.1』（徳間書店、少年キャプテンコミックススペシャル、1990年）に収録。
- 『超兄貴』徳間書店（少年キャプテンコミックススペシャル）全3巻、1994年 - 1995年（『月刊少年キャプテン』1993年 - 1995年）
  - 『超兄貴 完璧版』エンターブレイン（ビームコミックス）上下巻、2004年 - 徳間書店版に加え、未収録の番外編を収録。
  - 『超兄貴 FUG』エンターブレイン（マジキューコミックス）上下巻、2010年 - FUGは「ファイナルアップグレード」。完璧版を基にカラー原稿完全再現、2つ折カラーポスターを封入、単行本初収録の読み切り収録などが行われている。
- 『無敵伝説ゴッデス』徳間書店（『コミック鉄人』1994年 - 1995年） - 雑誌の休刊の影響により未単行本化。作品自体は完結。
- 『アルプス伝説』徳間書店（少年キャプテンコミックススペシャル）全2巻、1996年（『月刊少年キャプテン』1995年 - 1997年） - 掲載誌の休刊による打ち切りのため3巻収録予定の第15話から第18話は未収録。
  - 『スペースアルプス伝説』徳間書店（少年キャプテンコミックススペシャル）1999年 - カバーイラスト：寺田克也。既刊2巻の14話分及び、未収録分の第15話から第18話、書き下ろしの3話分を収録。
  - 『アルプス伝説黄金ゴールデン』エンターブレイン（マジキューコミックス）上下巻、2011年発行 - スペースに加え、同人誌「アルプス伝説after」及び描きおろし「ジョニーさん。」収録。
- 『課長王子外伝』富士見書房（ドラゴンコミックス）2001年（『AICコミックLOVE』（AIC）1999年 - 2000年）
- 『田丸浩史劇場 あぁ! 21世紀警備保障』（『月刊エースネクスト』（角川書店）2000年） - 『地球防衛企業ダイ・ガード』第3巻（2000年）に一部収録。
- 『マリアナ伝説』富士見書房（ドラゴンコミックス）全3巻、2003年 - 2005年（『AICコミックLOVE』 → 『ドラゴンHG』 → 『月刊ドラゴンエイジ』2000年 - 2005年） - 原作：ゆうきまさみとの共著。
  - 『マリアナ伝説DEEP』エンターブレイン（マジキューコミックス）上下巻、2011年 - カラーページ完全再現。上巻にゆうきの描き下ろし、下巻にゆうきと田丸の対談が収録。
- 『ラブやん』講談社（アフタヌーンKC）全22巻、2002年 - 2015年（『アフタヌーンシーズン増刊』 → 『月刊アフタヌーン』2000年 - 2015年）
- 『最近のヒロシ。』角川書店（角川コミックス・エース・エクストラ）2002年（『月刊エースネクスト』 → 『エース桃組』2001年 - 2002年）
  - 『ここ10年分のヒロシ。』富士見書房（ドラゴンコミックス）2010年 - 『最近のヒロシ。』収録分に加え、『最近のヒロシ。2』、『月刊ドラゴンエイジ』版、同人誌で展開していた漫画日記を収録。
- 『レイモンド』富士見書房（ドラゴンコミックス）全3巻、2007年 - 2009年（『月刊ドラゴンエイジ』2005年 - 2009年） - 本編の後に担当編集との対談記事『田丸汁詩』（たまるじるし）が掲載され、単行本にも一部を除き収録された。
- 『スペシャルランカー』 - 『スペランカー アンソロジーコミック』（ ジャイブ、CR COMICS DX、2010年）に収録。
- 『最近のデッド。』（『月刊ドラゴンエイジ』（角川書店）2010年 - 2011年） - とらのあな専売の個人誌として発行されている[7]。
- 『復讐のビワスズキ バス江』（『ヤングガンガン2012年3号』（スクウェア・エニックス）2012年） - 読みきり作品。未単行本化。
- 『コス地蔵』（『コミックガム』（ワニブックス）2013年 - ） - 読みきり作品。3話掲載[注 3]。未単行本化。

### イラスト
- 『痕（きずあと）アンソロジーコミック』エンターブレイン（マジキューコミックス）2003年
- 『トゥインクルスターのんのんじーEX』寄稿 白泉社 2004年
- コミックとらのあな2006 バッグ イラスト 2006年
- 『機動戦士ガンダム00 セカンドシーズン Blu-ray Disc6』 ライナーノーツ ゲストギャラリー 2009年
- アニメ『懺・さよなら絶望先生』 第5話 エンドカード 2009年
- コミックマーケット78カタログ 表紙イラスト 2010年
- ラブやん16巻 とらのあな購入特典 イラストカード 2011年
- 『蝉丸Pのつれづれ仏教講座』（著・蝉丸P、エンターブレイン）表紙イラスト 2012年
- アーケードゲーム『戦国大戦』バージョン『戦国大戦 - 1590 葵 関八州に起つ -』妙玖 2013年
- アニメ『紅殻のパンドラ』 第10話 エンドカード 2016年

### その他
- アダルトPCゲーム『おめがねティーチャー』（すたじおみりす）追加パッチ 第四弾 田丸浩史デザインメガネ 2003年
- Tシャツショップスエヒロガリ オリジナルTシャツ デザイン 2008年
- COMIC ZIN コミックマーケットカタログ オリジナル購入特典 手ぬぐい[8] 2009年 -